# Тимирязево (Павлодарская область)
Тимирязево (каз. Тимирязево) — село в Успенском районе Павлодарской области Казахстана. Административный центр и единственный населённый пункт Тимирязевского сельского округа. Расположено в 120 км к северу от Павлодара, в 40 км к северо-западу от Успенки. Код КАТО — 556459100.

## История
До 1973 года село называлось Карабура.
В 1954 году здесь был организован единственный в Успенском районе целинный совхоз — Постановлением Совета Министров Казахской ССР от 8 октября 1954 года «Об организации новых зерновых совхозов в Павлодарской области» в числе 26 новых совхозов был организован и совхоз имени Тимирязева. Его первоначальная территория составляла 40 тысяч га. В 1955 году на строительстве в совхозе было освоено 5,4 млн рублей — введено в эксплуатацию более 2 тысяч м² жилья, столовая, магазин, баня и другие объекты, осуществлена электрификация и телефонизация совхоза. Весной 1955 года было посеяно более 12 тысяч га яровых культур, в июле совхоз также занялся животноводством.
С 1955 года в селе стала работать семилетняя школа, в 1960 году она стала восьмилетней, в 1965 году открылась средняя школа.

## Население
В 1985 году в Тимирязеве жили 1261 человек. В 1999 году население села составляло 715 человек (354 мужчины и 361 женщина). По данным переписи 2009 года, в селе проживало 364 человека (186 мужчин и 178 женщин).